# Eruptionssäule

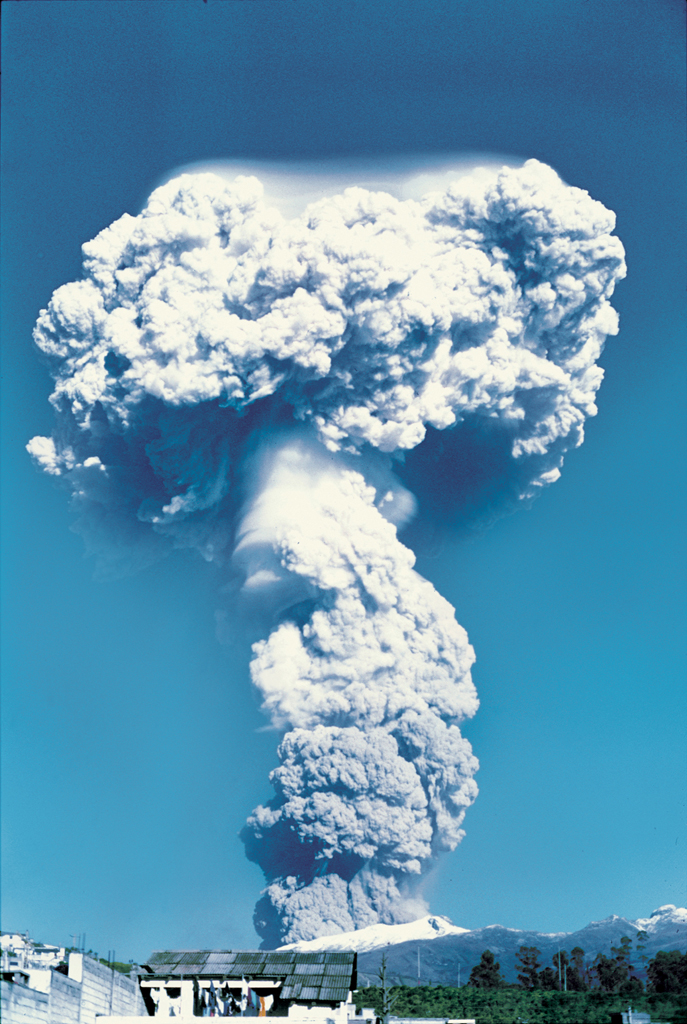
Ausbruch des Vulkans Guagua Pichincha im Jahr 2000

Eine Eruptionssäule ist die bei vielen Vulkanausbrüchen entstehende Fontäne oder Wolke aus Lava bzw. Lavafragmenten, magmatischen Gasen, mitgerissenem Nebengestein und eingemischter Luft. Die Bandbreite reicht dabei von der wenige hundert Meter hohen Lavafontäne bis zu Aschenwolken, die bis weit in die Stratosphäre reichen.

## Entstehung
Eine Eruptionssäule lässt sich in zwei Bereiche einteilen. Zunächst wird durch den hohen Druck in der Magmakammer das Magma-Gasgemisch mit Überschallgeschwindigkeit aus dem Schlot herausgeschossen. Dieser untere Bereich wird Gasschubregion genannt. Ein wesentlicher Mechanismus ist dabei das Entstehen, Anwachsen und Zerplatzen von Gasblasen im oberen Teil der Magmakammer und im Schlot. Die dabei entstehende Beschleunigung genügt aber nur, um das Magma bis zu mehrere hundert Meter hochzuwerfen.
Bei höheren Eruptionssäulen wird die Umgebungsluft turbulent in die glühende Gasschubregion eingesogen. Durch die Erhitzung erhöht sich das Gasvolumen dabei schlagartig. Das entstehende Gemisch ist leichter als die Umgebungsluft und steigt als konvektive Eruptionssäule auf, wobei das enthaltene Gesteinsmaterial mit emporgerissen wird.
Vom Gasgehalt, der initialen Beschleunigung im Schlot, der Fragmentierung in der Gasschubregion sowie von der Menge des Magmas pro Zeitspanne hängt es nun ab, ob es bei einer Lavafontäne bleibt oder ob eine konvektive Eruptionssäule entsteht und welche Höhe sie erreicht. Im Extremfall erreicht sie erst in der Stratosphäre Luftschichten gleicher Dichte. In dieser Zone wird sie aufgrund ihrer Geschwindigkeit noch ein Stück weiter aufsteigen, dann jedoch absinken und sich dabei in der Windrichtung seitlich ausbreiten.
Ändern sich im Laufe der Eruption bestimmte Parameter, insbesondere der Gasgehalt, die Mündungsgeschwindigkeit, der Schlotradius und die Masseneruptionsrate, kann die Säule kollabieren. Der vollständige oder teilweise Kollaps von Eruptionssäulen ist eine von mehreren möglichen Ursachen für pyroklastische Dichteströme und somit eine Quelle für Vulkangefahren.